# Paslı
Koordinaten: 36° 28′ 4″ N, 34° 0′ 21″ O

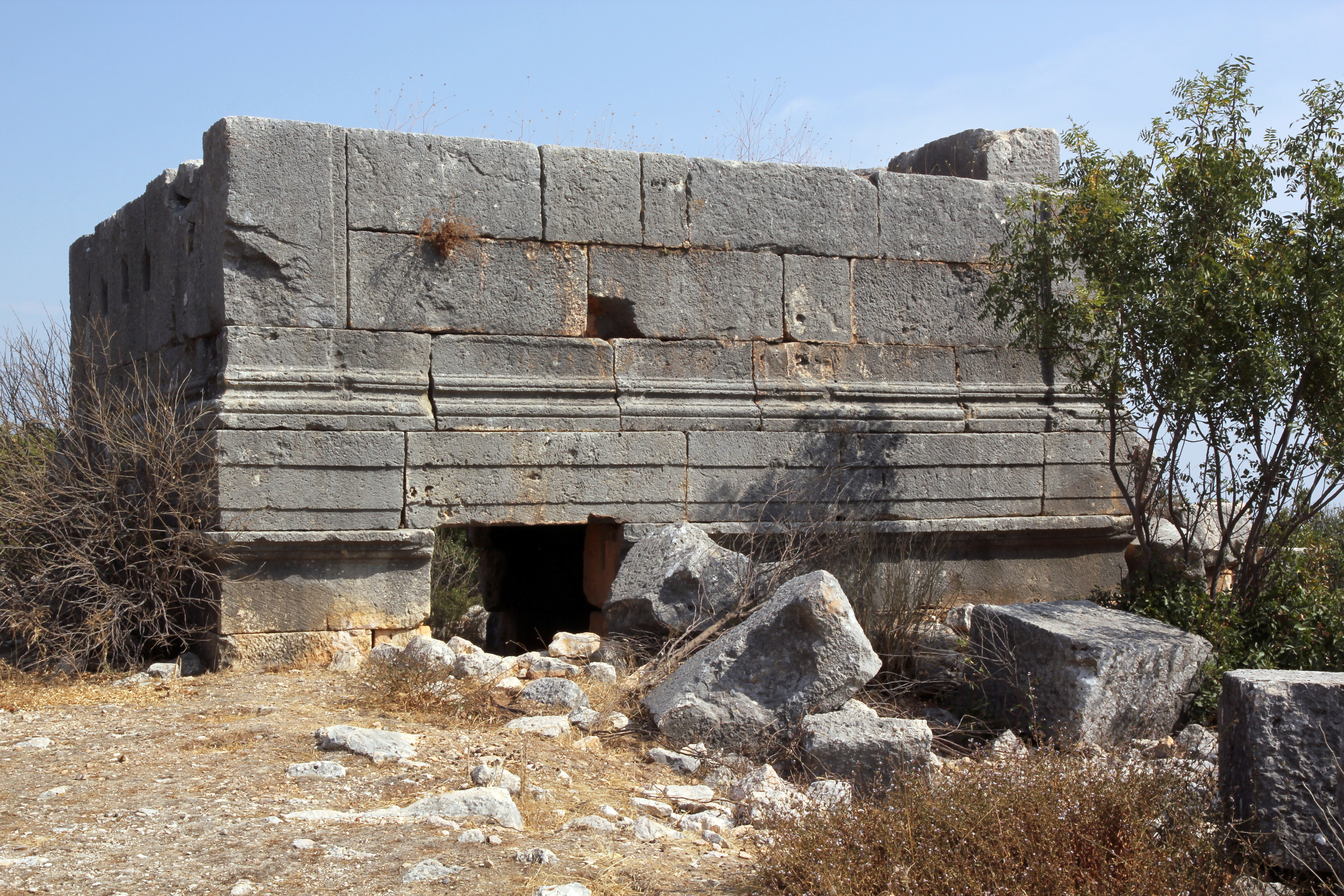
Kaiserzeitliches Turmgrab in Paslı

Paslı (auch Papasly oder Papazlı) ist der türkische Name einer römerzeitlichen Stadt im Landkreis Silifke der türkischen Provinz Mersin. Der antike Name der Kleinstadt ist nicht bekannt.

## Lage
Paslı liegt auf einem Bergsporn über dem östlichen Hang des Yenibahçe-Tals (türkisch Yenibahçe Deresi), das sich vom Mittelmeer bei Atakent nach Norden in die Berglandschaft, vorbei am Dorf Yenibahçe, zieht. Die Entfernung von Atakent beträgt elf Straßenkilometer, von der Kreisstadt Silifke zehn Kilometer Luftlinie. Am östlichen Ortsausgang von Atakent zweigt von der Küstenstraße D-400 eine Straße nach Norden ab, die über Türkmenuşağı nach Paslı und von dort weiter, vorbei an den römischen Ruinen von Tekkadın über Keşlitürkmenli nach Uzuncaburç (Olba und Diokaisareia) führt. Beim Ruinengelände von Paslı zweigt eine weitere Straße ab, die zum Tempelgrab Mezgit Kalesi führt. Auf der gegenüberliegenden Seite der Yenibahçe-Schlucht liegt der Ruinenkomplex Barakçıkale.

## Beschreibung
Die Überreste der antiken Kleinsiedlung bedecken eine Fläche von etwa 150 × 200 Metern, auf der mehr als 40 Häuser nach keinem erkennbaren Schema verteilt sind. Die ältesten davon sind in Polygonalquadern mit Bossen errichtet und können in späthellenistische Zeit datiert werden. Die jüngsten sind in Polygonalmauerwerk und Großquadern gemauert und stammen aus der römischen Kaiserzeit. Das für die frühbyzantinische Zeit typische Kleinquaderwerk taucht nicht auf, auch wenn auf einigen Türstürzen Kreuze zu sehen sind.
Eine von West nach Ost verlaufende, vermutlich späthellenistische Mauer teilt den Ort in zwei Abschnitte. Sie ist zweischalig angelegt mit einer Füllung aus Steinschrot und Lehm und hat eine 1,30 Meter breite Tür. Ihr Zweck ist nicht geklärt. Der größere Teil der Siedlung liegt südlich davon. Am östlichen Ende der Mauer schließt eine weitere, nach Süden verlaufende an, die wegen ihrer sonst unbekannten Technik zeitlich nicht genau einzuordnen ist. Sie fußt auf kleinen Kalksteinen, darauf sind glatte, teilweise polygonale Quader aufgesetzt. Zumindest seit der Spätantike bildeten die beiden Mauern den Schutz des Ortes. Ein Grabhaus der Kaiserzeit ist in der Art eines vorspringenden Turms in die Nord-Süd-Mauer eingearbeitet. Die Grabkammer hat eine auf drei Gurtbögen aufliegende Decke, der Oberbau wurde möglicherweise schon in römischer Zeit abgetragen. Zu einigen Häusern gehören meist glockenförmige Zisternen.

## Forschungsgeschichte
Die ersten, die den Ort erwähnten und beschrieben, sind Josef Keil und Adolf Wilhelm in ihrem Bericht über Denkmäler aus dem Rauhen Kilikien von 1931. Semavi Eyice beschrieb Paslı in seinem Aufsatz über Einige byzantinische Kleinstädte im Rauhen Kilikien in einer Festschrift zum 150-jährigen Bestehen des Deutschen Archäologischen Instituts 1981. Hansgerd Hellenkemper und Friedrich Hild besuchten 1985 den Ort.

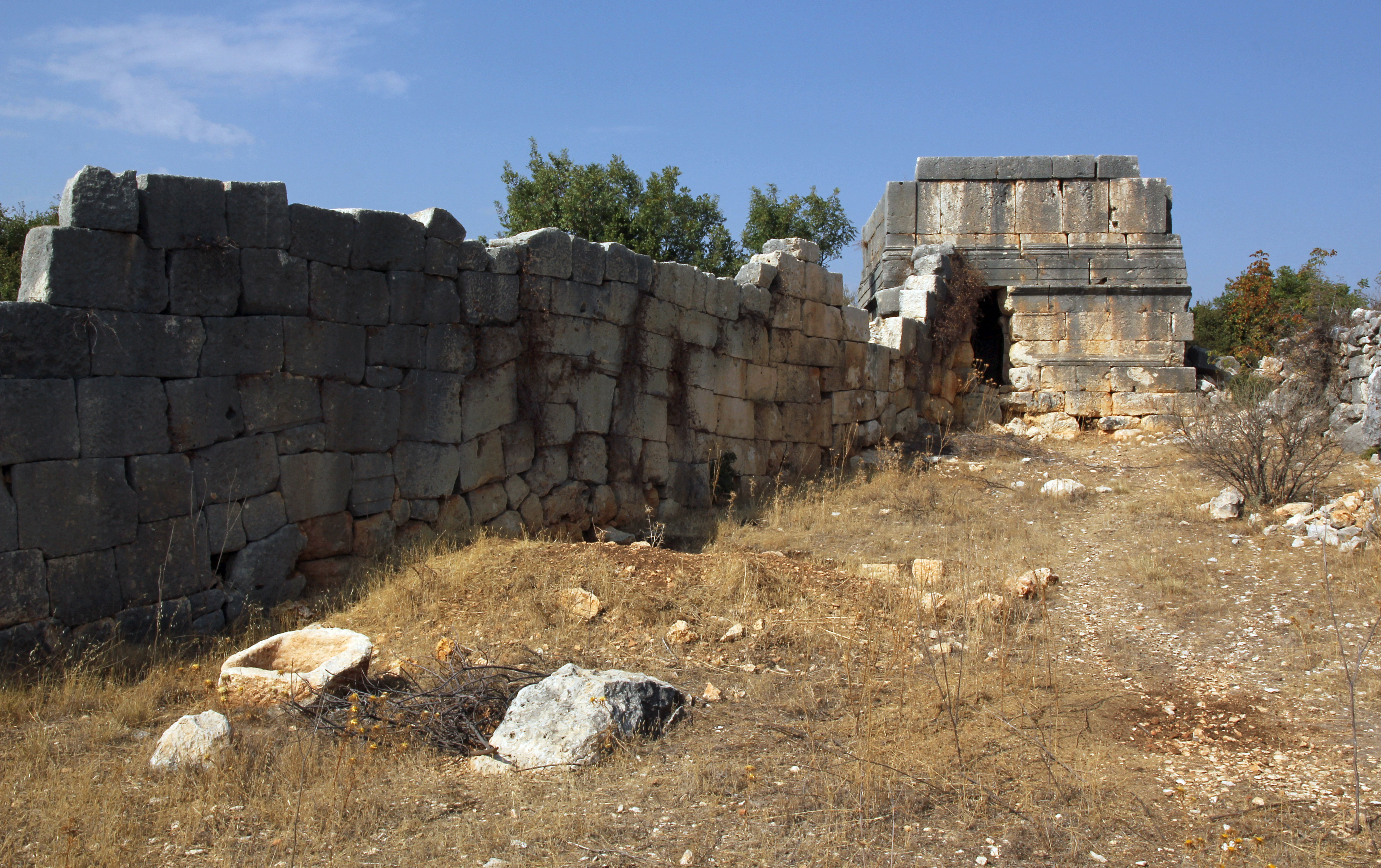
Grabhaus von Süden mit Nord-Süd-Schutzmauer
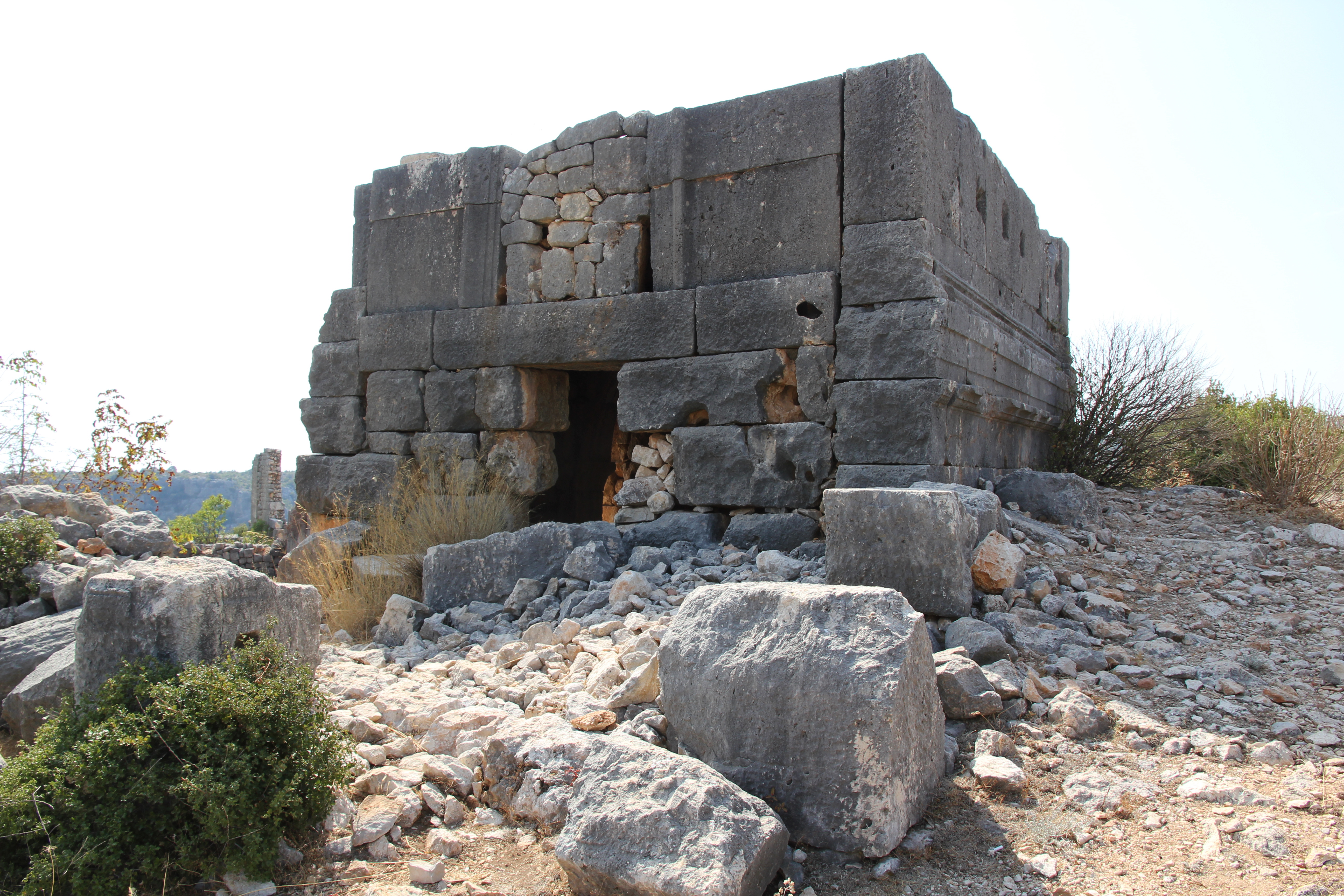
Grabhaus von Osten
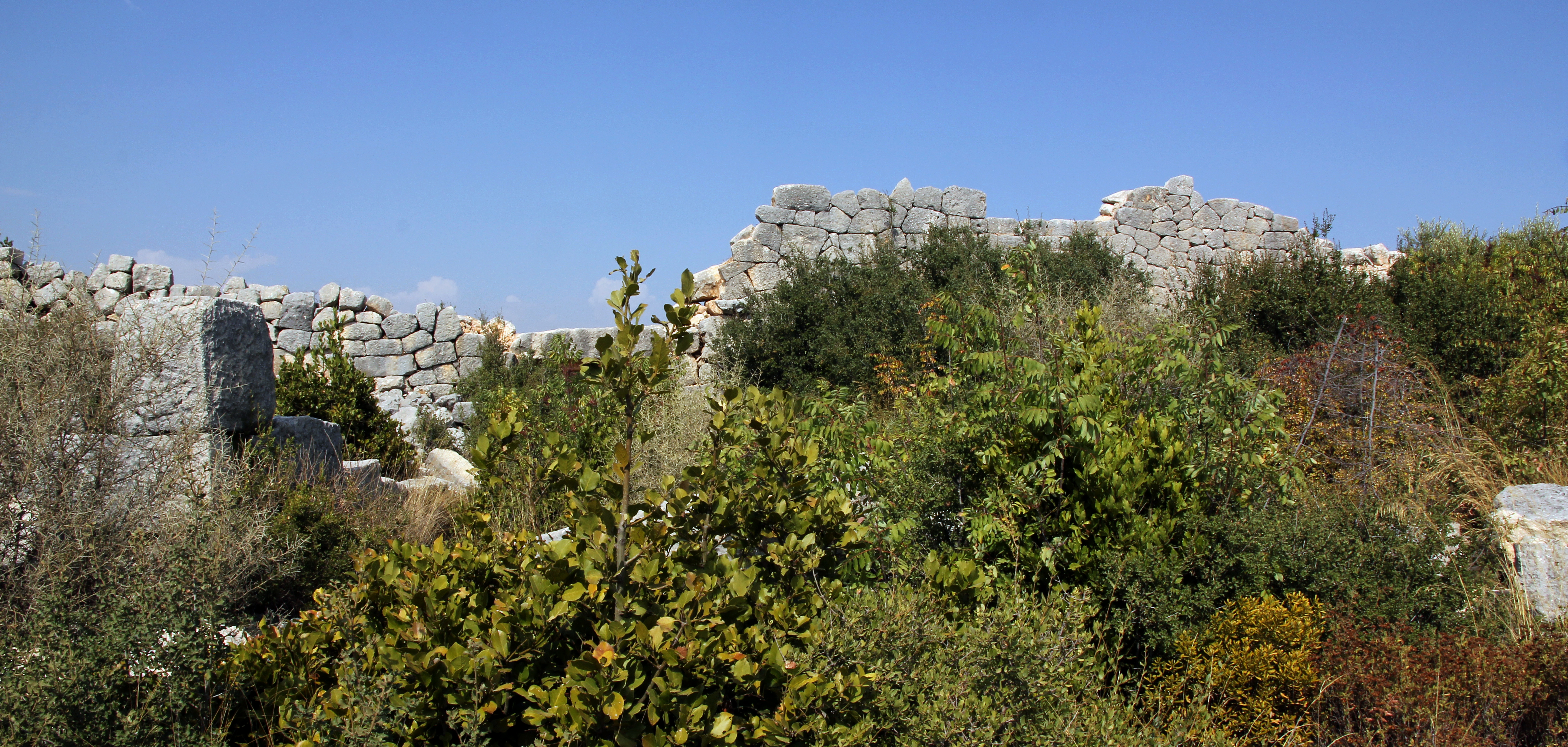
Ost-West-Schutzmauer
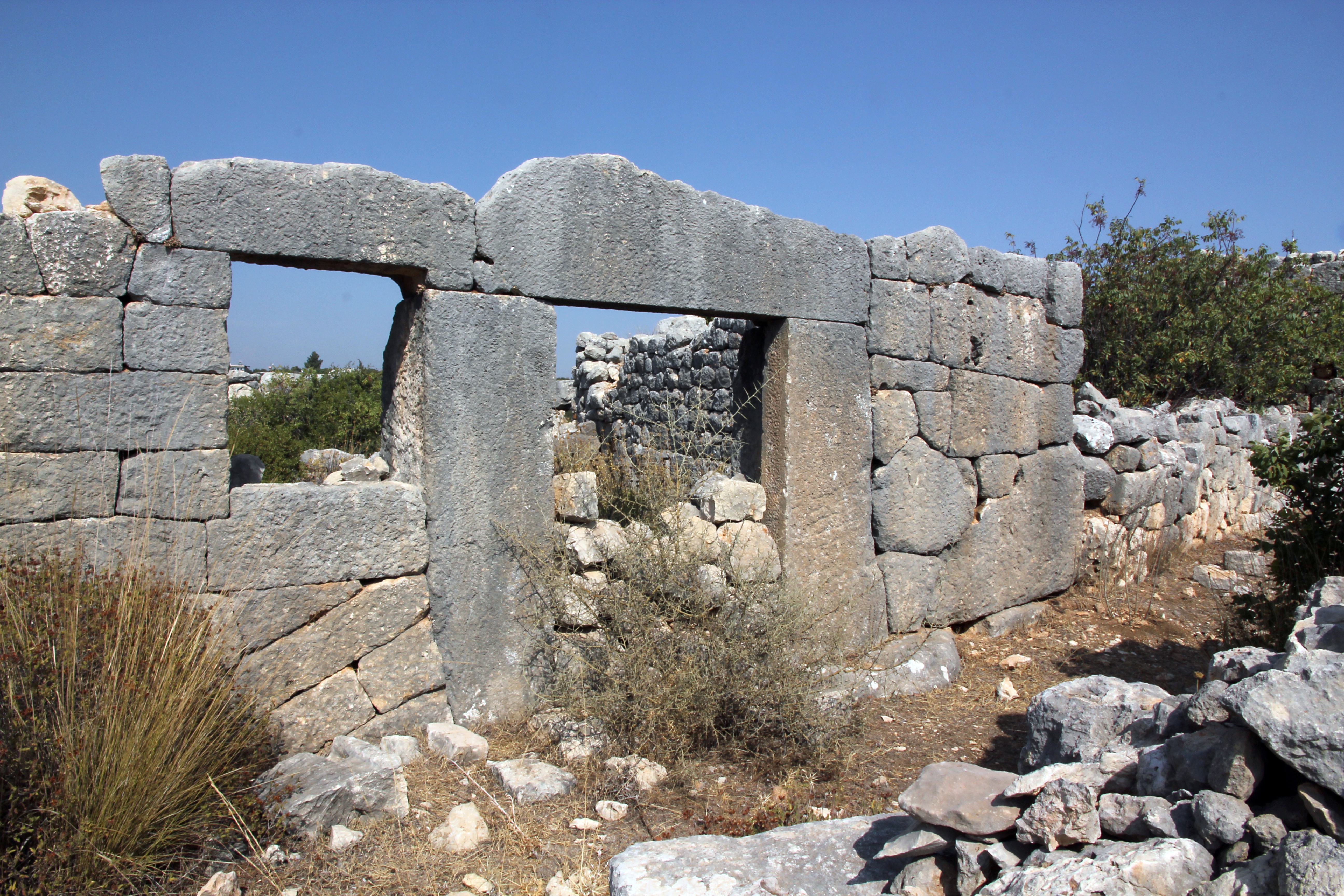
Kaiserzeitliche Hausmauer